# Concha Andrés Sanchis
Concha Andrés Sanchis (València, 1 de desembre de 1960) és una farmacèutica i política valenciana, ha estat alcaldessa de Montcada (Horta Nord) i diputada a les Corts Valencianes en la IX i X legislatura.

## Biografia
Llicenciada en farmàcia a la Universitat de València, ha treballat com a funcionària de la Generalitat Valenciana. Militant del PSPV-PSOE, ha estat secretària del partit a Montcada i membre de l'executiva comarcal de l'Horta Nord.
Fou escollida regidora de l'ajuntament de Montcada (Horta Nord) a les eleccions municipals espanyoles de 1999. El 2002 assolí l'alcaldia de Montcada arran d'una moció de censura, i aconseguí revalidar el càrrec a les eleccions municipals espanyoles de 2003, però va perdre l'alcaldia a les eleccions de 2007. A les eleccions posteriors de 2011 i 2015 ha estat portaveu municipal socialista a Montcada. Ha estat diputada provincial de la diputació de València. En juliol de 2015 va substituir en el seu escó Julián López Milla, elegit diputat a les eleccions a les Corts Valencianes de 2015 quan fou nomenat membre del Consell. Renovà l'escó a les eleccions de 2019 però al poc el deixà per tal de fer-se càrrec de la Secretaria Autonòmica d'Eficiència i Tecnologia Sanitària de la conselleria de Sanitat Universal i Salut Pública que dirigeix Ana Barceló.